# Sandra Oh
Sandra Miju Oh (Nepean, 1971. július 20. –) kétszeres Golden Globe-díjas és Primetime Emmy-díjas kanadai-amerikai színésznő.
Ismertebb szerepei közé tartozik Cristina Yang az ABC A Grace klinika (2005–2014) című orvosi drámasorozatában és Eve Polastri a BBC America Megszállottak viadala (2018–) című thrillersorozatában. Alakításaival egyéb díjak mellett két Golden Globe-díjat, négy Screen Actors Guild-díjat szerzett, továbbá tizenhárom alkalommal jelölték Primetime Emmy-díj-ra.

## Élete
Sandra Oh Ottawában született, ott is nőtt fel. Négyévesen kezdett balettezni, tízévesen pedig már első szerepét játszotta. Tizenhat évesen komoly produkciókban bukkant fel a televízióban, a színházban és reklámokban is.
A National Theatre School of Canadán három évet tanult, majd a diploma megszerzése után azonnal egy CBC-tévéfilmben kapott szerepet, a The Diary of Evelyn Lauban. Az igaz történet egy költőről szól, aki elszökött otthonról, majd drogos lett, és prostituáltként végezte. Oh-t alakításáért jelölték az Emmy-díj kanadai megfelelőjére, a legjobb színésznőnek járó Gemini-díjra.
Az első Genie-jét, a kanadai Oscart a Double Happiness főszerepéért kapta, amelyben egy kínai–kanadai lányt formált meg. 1996-ban Los Angelesbe költözött, hogy az "Arli$$" című HBO-produkcióban szerepeljen (Rita Wu). A Sírhant művekben (Six Feet Under), a Further Tales of the Cityben, a Judging Amyben, a Napsütötte Toszkánában (Under the Tuscan Sun), a Rick-ben, a Beanben, a Guinevere-ben, A vörös hegedűben (The Red Violin), a Waking the Deadben, a Neveletlen hercegnőben (The Princess Diaries), a Pay or Playben, A Kék Iguána bárban (Dancing at the Blue Iguana), a Long Life-ban és a Happiness and Prosperityben is játszott. A Last Night című kanadai produkcióért 1999-ben másodszor is megkapta a legjobb színésznőnek járó Genie-t.
Oh mindig is szeretett színházban játszani, a New York-i közönség előtt is fellépett, sőt egyik alakításáért megkapta a Theatre World Awardot.
2005-ben elvállalta A Grace klinika Dr. Christina Yang-szerepét, amellyel egy csapásra ismertté vált. Kapott a sorozatért Golden Globe-ot, és ötször jelölték eddig Emmyre érte.
Oh Alexander Payne rendezésében szerepelt a Kerülőutakban, de szerepel független filmekben is, a Cake-ben, a Wilby Wonderfulban és a Három tűben (3 Needles) is. Az új évezred elején Los Angelesben élt.

## Filmográfia

### Film
| Év   | Magyar cím                                         | Eredeti cím                                      | Szerep                  | Magyar hang        |
| ---- | -------------------------------------------------- | ------------------------------------------------ | ----------------------- | ------------------ |
| 1994 |                                                    | Double Happiness                                 | Jade Li                 |                    |
| 1997 | Bean – Az igazi katasztrófafilm                    | Bean                                             | Bernice Schimmel        | Bessenyei Emma     |
| 1997 | Bean – Az igazi katasztrófafilm                    | Bean                                             | Bernice Schimmel        | Juhász Judit       |
| 1997 | Nyomás alatt                                       | Bad Day on the Block                             | N/A                     |                    |
| 1998 | Az utolsó éjszaka                                  | Last Night                                       | Sandra                  |                    |
| 1998 | A vörös hegedű                                     | The Red Violin                                   | Madame Ming             |                    |
| 1998 | A nap árnyékos oldalán                             | Permanent Midnight                               | Friend                  |                    |
| 1999 | Guinevere                                          | Guinevere                                        | Cindy                   | Dudás Eszter       |
| 2000 | Szerelmem szelleme                                 | Waking the Dead                                  | Kim                     |                    |
| 2000 | A Kék Iguána bár                                   | Dancing at the Blue Iguana                       | Jasmine Bulut           |                    |
| 2001 | Neveletlen hercegnő                                | The Princess Diaries                             | Gupta igazgatóhelyettes | Létay Dóra         |
| 2001 |                                                    | The Frank Truth (dokumentumfilm)                 | önmaga                  |                    |
| 2002 | Minden hájjal megkent hazug                        | Big Fat Liar                                     | Mrs. Phyllis Caldwell   | Fazekas Zsuzsa     |
| 2002 | Szemből telibe                                     | Full Frontal                                     | kirúgott alkalmazott    |                    |
| 2002 |                                                    | Rick                                             | Michelle                |                    |
| 2002 | Hosszú élet, öröm és bőség                         | Long Life, Happiness & Prosperity                | Kin Ho Lum              |                    |
| 2003 | Napsütötte Toszkána                                | Under the Tuscan Sun                             | Patti                   | Kéri Kitty         |
| 2003 | Kaszinókirály                                      | Owning Mahowny                                   | kockajátékos            |                    |
| 2004 | Kerülőutak                                         | Sideways                                         | Stephanie               | Kisfalvi Krisztina |
| 2004 |                                                    | Wilby Wonderful                                  | Carol French            |                    |
| 2004 | Mulan 2.                                           | Mulan II                                         | Ting Ting (hangja)      | Horváth Lili       |
| 2005 | Cukorfalat                                         | Hard Candy                                       | Judy Tokuda             | Kerekes Andrea     |
| 2005 | …és lábtörést!                                     | Break a Leg                                      | fiatal török            |                    |
| 2005 | Habostorta                                         | Cake                                             | Lulu                    | Pikali Gerda       |
| 2005 | Három tű                                           | 3 Needles                                        | Mary                    |                    |
| 2005 |                                                    | Sorry, Haters                                    | Phyllis MacIntyre       |                    |
| 2006 | Az éjszaka hangjai                                 | The Night Listener                               | Anna                    | Németh Kriszta     |
| 2006 | Oscar - vágy                                       | For Your Consideration                           | marketinges             |                    |
| 2007 | Őslények országa 13. – A barátok bölcsessége       | The Land Before Time XIII: The Wisdom of Friends | Doofah (hangja)         | Kerekes Andrea     |
| 2008 | Vakság                                             | Blindness                                        | egészségügyi miniszter  | Törtei Tünde       |
| 2008 | Vakság                                             | Blindness                                        | egészségügyi miniszter  | Sági Tímea         |
| 2009 | Defendor – A véderő                                | Defendor                                         | Dr. Park                | Sági Tímea         |
| 2009 |                                                    | The People Speak (dokumentumfilm)                | önmaga                  |                    |
| 2010 |                                                    | Quantum Quest: A Cassini Space Odyssey           | Gal 2000 (hangja)       |                    |
| 2010 | Ramona és Beezus                                   | Ramona and Beezus                                | Mrs. Meacham            | Kerekes Andrea     |
| 2010 | Engedd el!                                         | Rabbit Hole                                      | Gabby                   |                    |
| 2014 | Tammy                                              | Tammy                                            | Susanne                 | Pálmai Anna        |
| 2016 | Window Horses – Rosie Ming lírai utazása Perzsiába | Window Horses                                    | Rosie Ming (hangja)     |                    |
| 2017 |                                                    | Meditation Park                                  | Ava                     |                    |
| 2017 |                                                    | Catfight                                         | Veronica Salt           |                    |
| 2020 | Lunaria – Kaland a Holdon                          | Over the Moon                                    | Csung asszony (hangja)  | Németh Kriszta     |
| 2021 | Raya és az utolsó sárkány                          | Raya and the Last Dragon                         | Virana (hangja)         | Bertalan Ágnes     |
| 2022 | Pirula Panda                                       | Turning Red                                      | Ming (hangja)           | Horváth Lili       |
| 2022 | Umma – Anyám szelleme                              | Umma                                             | Amanda                  | Németh Kriszta     |
| 2023 | Quiz Lady                                          | Quiz Lady                                        | Jenny Yum               | Kerekes Andrea     |
| 2024 | A tigris tanítványa                                | The Tiger's Apprentice                           | Mistral (hangja)        |                    |
| 2024 |                                                    | Can I Get a Witness?                             | Ellie                   |                    |
| 2025 | A hupikék törpikék                                 | Smurfs                                           | Törpvagány (hangja)     | Bertalan Ágnes     |

Rövidfilmek
- The Journey Home (1989) – ismeretlen szerep
- Prey (1995) – Il Bae
- Cowgirl (1996) – Sarah Hwang
- Three Lives of Kate (2000) – narrátor
- Date Squad (2001) – Alpha Baby
- Barrier Device (2002) – Audrey
- 8 Minutes to Love (2004) – Joy
- Stationery (2005) – nő (hangja)
- Kind of a Blur (2005) – Joe
- Falling (2007) – Melanie
- The Scarecrow (2015) – Evelyn

### Televízió
| Év        | Magyar cím                      | Eredeti cím                                        | Szerep                               | Megjegyzések                                                      |
| --------- | ------------------------------- | -------------------------------------------------- | ------------------------------------ | ----------------------------------------------------------------- |
| 1989      |                                 | Denim Blues                                        | Gwen                                 | televíziós sorozat                                                |
| 1992      |                                 | Degrassi High: School's Out                        | pincérnő                             | tévéfilm                                                          |
| 1994      |                                 | The Diary of Evelyn Lau                            | Evelyn Lau                           | tévéfilm                                                          |
| 1995      |                                 | Cagney & Lacey: The View Through the Glass Ceiling | Angela Lum                           | tévéfilm                                                          |
| 1995      |                                 | If Not for You                                     | Anna                                 | 2 epizód                                                          |
| 1995      |                                 | Lonesome Dove: The Outlaw Years                    | Ming Li                              | minisorozat (1 epizód)                                            |
| 1996      | Kung fu – A legenda folytatódik | Kung Fu: The Legend Continues                      | Mai Chi                              | 1 epizód                                                          |
| 1996–2002 |                                 | Arliss                                             | Rita Wu                              | főszereplő                                                        |
| 1999      |                                 | Happily Ever After: Fairy Tales for Every Child    | Breadcrumb (hangja)                  | 1 epizód                                                          |
| 2000      |                                 | Popular                                            | tanárnő                              | 2 epizód                                                          |
| 2001      |                                 | Further Tales of the City                          | Bambi Kanetaka                       | minisorozat (3 epizód)                                            |
| 2001      | Amynek ítélve                   | Judging Amy                                        | Shelly Tran                          | 3 epizód                                                          |
| 2001      | Sírhant művek                   | Six Feet Under                                     | pornószínésznő                       | 1 epizód                                                          |
| 2001–2002 |                                 | The Proud Family                                   | Marsha Mitsubishi (hangja)           | 5 epizód                                                          |
| 2005–2013 | Amerikai fater                  | American Dad!                                      | Katie / Hiko Yoshida (hangja)        | 6 epizód                                                          |
| 2005–2014 | A Grace klinika                 | Grey's Anatomy                                     | Cristina Yang                        | főszereplő (1–10. évad)                                           |
| 2006      |                                 | Odd Job Jack                                       | Vanessa                              | 2 epizód                                                          |
| 2006–2007 | Amerikai sárkány                | American Dragon: Jake Long                         | Sun Park (hangja)                    | 6 epizód                                                          |
| 2008–2012 | Phineas és Ferb                 | Phineas and Ferb                                   | Doofenshmirtz barátnője (hangja)     | 2 epizód                                                          |
| 2008–2012 | Szezám utca                     | Sesame Street                                      | Fairy cookie person                  | 1 epizód                                                          |
| 2009      | Robotcsirke                     | Robot Chicken                                      | Kate Winslet / Sarah Connor (hangja) | 1 epizód                                                          |
| 2010      |                                 | Thorne                                             | Sarah Chen                           | 1 epizód                                                          |
| 2011      |                                 | Michael: Every Day                                 | Judy Song                            | 1 epizód                                                          |
| 2014      |                                 | Betas                                              | Sharron                              | 1 epizód                                                          |
| 2015      |                                 | Shitty Boyfriends                                  | Kathy                                | 6 epizód                                                          |
| 2016      |                                 | Peg + Cat                                          | elnök (hangja)                       | 1 epizód                                                          |
| 2017      | Bűnök és előítéletek            | American Crime                                     | Abby Tanaka                          | 4 epizód                                                          |
| 2018–2020 | She-Ra és a lázadó hercegnők    | She-Ra and the Princesses of Power                 | Castaspella (hangja)                 | 7 epizód                                                          |
| 2018–2022 | Megszállottak viadala           | Killing Eve                                        | Eve Polastri                         | - főszereplő és vezető producer - magyar hangja: - Németh Kriszta |
| 2019      | 76. Golden Globe-gála           | 76th Golden Globe Awards                           | önmaga (házigazda)                   | különkiadás                                                       |
| 2019      | Saturday Night Live             | Saturday Night Live                                | önmaga (házigazda)                   | 1 epizód                                                          |
| 2021      | A tanszékvezető                 | The Chair                                          | Ji-Yoon Kim                          | - főszereplő és vezető producer - magyar hangja: - Németh Kriszta |
| 2021      | Legyőzhetetlen                  | Invincible                                         | Debbie Grayson (hangja)              | főszereplő                                                        |
| 2022      | Sandman: Az álmok fejedelme     | The Sandman                                        | A próféta (hangja)                   | - 1 epizód - magyar hangja: - Marjai Virág                        |
| 2023      | Szörnyecskék: A Mogwaiok titkai | Gremlins: Secrets of the Mogwai                    | Nü-va (hangja)                       | 3 epizód                                                          |
| 2024      | A szimpatizáns                  | The Sympathizer                                    | Ms. Sofia Mori                       | minisorozat (5 epizód)                                            |

## Díjak és jelölések
- 2009 - Emmy-jelölés (A Grace klinika)
- 2008 - Emmy-jelölés (A Grace klinika)
- 2007 - Emmy-jelölés (A Grace klinika)
- 2006 - Emmy-jelölés (A Grace klinika)
- 2006 - Golden Globe-díj (A Grace klinika)
- 2005 - Emmy-jelölés (A Grace klinika)